# 森村昂太
森村 昂太（もりむら こうた、1988年8月14日 - ）は、東京都小平市出身の元サッカー選手。ポジションはミッドフィールダー（MF）。東京都立武蔵野北高等学校卒業。

## 来歴
兄の影響で 5歳の時にサッカーを始める。小学校6年次に東京都の選抜チームに選ばれ関東大会に出場。同時期にFC東京U-15のセレクションを受ける。くしくもFC東京がJ1に昇格し知名度が急上昇した時期と重なり、かつてない狭き門となったセレクションに合格しての入団であった。同期には権田修一、吉本一謙、中野遼太郎など。U-15では攻撃的な左サイドバックとしてクロスでのアシストを量産。2003年のU-15クラブユース選手権ではチーム初優勝に大きく貢献し、最優秀選手に選出された。U-18に昇格すると倉又寿雄監督によってFWへコンバートされ、プレーの幅を広げた。2006年はJサテライトリーグ4試合にフル出場。同年、Jリーグユース選手権では決勝戦に進出したが、対戦相手広島ユースの森山佳郎監督から「FC東京U-18はとにかく彼（森村）が起点。彼が絡んでパス＆ムーブでしかけてくるチーム」とマークを徹底され、準優勝に終わった。
2007年、権田、吉本と共にトップチームへ昇格。リーグ戦開幕直前に行なわれたプレシーズンマッチでトップ下として抜擢起用されると、多数の観客の中でも柔らかいボールタッチで前線に好配球を見せ、期待の若手として注目の存在となった。ほどなく公式戦デビューも記録。原博実監督は「うまさがあって、パスが出せて、ドリブルもできて、シュートも出来る。」と評価していた。2008年は、自ら志願して 背番号を前年まで梶山陽平が付けていた「23」に変更するも、多くの出場機会を得ることはできなかった。
2009年、水戸ホーリーホックへ期限付き移籍。開幕前に負傷離脱した村松潤に替わりボランチとして 先発に定着。守備面を向上させた。左サイドハーフにも配された。2010年も移籍期間を延長し水戸でプレー。チームメートの吉原宏太からは、決定的なことができる場面で安全な選択をすることがあると課題を挙げられていた。
2011年よりギラヴァンツ北九州へ期限付き移籍。同年はダイヤ型の中盤の左を主ポジションとしつつ、前線でのボールキープ力から トップ下でもプレー。広い視野と多彩なアイデアを見せ、北九州の上位進出に貢献した。2012年、北九州へ完全移籍。序盤は先発出場を続けたが J2第20節熊本戦を累積警告によって欠場してからは控えへと追いやられ コンディションを崩した。2013年は内藤洋平の負傷を機に第9節神戸戦以降ポジションを奪取。左サイドハーフのレギュラーを掴み 攻守に渡って積極的なプレーを見せた。
北九州からは慰留を受けていたが、2014年よりダービーマッチの対戦相手であるアビスパ福岡へ禁断の 完全移籍。左利きのパサーはチームにとって希少で、中盤で攻撃のリズムを作るコンダクター役を担ったが、福岡の速いサッカーへの順応には苦戦した。
2015年6月、FC町田ゼルビアへ完全移籍。加入直後のJ3第20節琉球戦ではミドルシュートで決勝点を挙げ、途中加入ながらも早々とチームにフィット。攻撃に厚みをもたらした。同年末の大分とのJ2・J3入れ替え戦では、第1戦で決勝点をアシストし J2昇格に貢献。
2020年12月24日、Criacao Shinjukuへの完全移籍が発表された。
2023年11月10日、現役引退を発表。

## 所属クラブ
- BS少年サッカースクール (小平市立小平第六小学校[4])
- 2001年 - 2003年 FC東京U-15 (小平市立小平第二中学校[4])
- 2004年 - 2006年 FC東京U-18 (東京都立武蔵野北高等学校[1])
- 2007年 -  2011年 FC東京
  - 2009年 - 2010年 水戸ホーリーホック (期限付き移籍)
  - 2011年 ギラヴァンツ北九州 (期限付き移籍)
- 2012年 - 2013年 ギラヴァンツ北九州
- 2014年 - 2015年6月 アビスパ福岡
- 2015年6月 - 2020年 FC町田ゼルビア
- 2021年 - 2023年 Criacao Shinjuku

## 個人成績
| 国内大会個人成績 | 国内大会個人成績 | 国内大会個人成績 | 国内大会個人成績 | 国内大会個人成績 | 国内大会個人成績 | 国内大会個人成績 | 国内大会個人成績 | 国内大会個人成績 | 国内大会個人成績 | 国内大会個人成績 | 国内大会個人成績 |
| 年度             | クラブ           | 背番号           | リーグ           | リーグ戦         | リーグ戦         | リーグ杯         | リーグ杯         | オープン杯       | オープン杯       | 期間通算         | 期間通算         |
| 年度             | クラブ           | 背番号           | リーグ           | 出場             | 得点             | 出場             | 得点             | 出場             | 得点             | 出場             | 得点             |
| 日本             | 日本             | 日本             | 日本             | リーグ戦         | リーグ戦         | リーグ杯         | リーグ杯         | 天皇杯           | 天皇杯           | 期間通算         | 期間通算         |
| ---------------- | ---------------- | ---------------- | ---------------- | ---------------- | ---------------- | ---------------- | ---------------- | ---------------- | ---------------- | ---------------- | ---------------- |
| 2007             | FC東京           | 30               | J1               | 1                | 0                | 0                | 0                | 0                | 0                | 0                | 0                |
| 2008             | FC東京           | 23               | J1               | 2                | 0                | 0                | 0                | 0                | 0                | 2                | 0                |
| 2009             | 水戸             | 19               | J2               | 46               | 5                | -                | -                | 1                | 0                | 47               | 5                |
| 2010             | 水戸             | 19               | J2               | 22               | 1                | -                | -                | 2                | 0                | 24               | 1                |
| 2011             | 北九州           | 14               | J2               | 33               | 3                | -                | -                | 2                | 0                | 35               | 3                |
| 2012             | 北九州           | 8                | J2               | 19               | 0                | -                | -                | 1                | 0                | 20               | 0                |
| 2013             | 北九州           | 6                | J2               | 32               | 4                | -                | -                | 1                | 1                | 33               | 5                |
| 2014             | 福岡             | 6                | J2               | 31               | 1                | -                | -                | 1                | 0                | 32               | 1                |
| 2015             | 福岡             | 6                | J2               | 1                | 0                | -                | -                | -                | -                | 1                | 0                |
| 2015             | 町田             | 29               | J3               | 18               | 2                | -                | -                | 3                | 0                | 21               | 2                |
| 2016             | 町田             | 29               | J2               | 39               | 1                | -                | -                | 1                | 0                | 40               | 1                |
| 2017             | 町田             | 29               | J2               | 36               | 2                | -                | -                | 1                | 0                | 37               | 2                |
| 2018             | 町田             | 29               | J2               | 31               | 2                | -                | -                | 0                | 0                | 31               | 2                |
| 2019             | 町田             | 29               | J2               | 37               | 3                | -                | -                | 0                | 0                | 37               | 3                |
| 2020             | 町田             | 29               | J2               | 14               | 0                | -                | -                | -                | -                | 14               | 0                |
| 2021             | C新宿            | 24               | 関東1部          | 16               | 2                | -                | -                | -                | -                | 16               | 2                |
| 2022             | C新宿            | 6                | JFL              | 27               | 0                | -                | -                | -                | -                | 27               | 0                |
| 2023             | C新宿            | 6                | JFL              | 17               | 0                | -                | -                | 1                | 0                | 18               | 0                |
| 通算             | 日本             | 日本             | J1               | 3                | 0                | 0                | 0                | 0                | 0                | 3                | 0                |
| 通算             | 日本             | 日本             | J2               | 341              | 22               | -                | -                | 10               | 1                | 351              | 23               |
| 通算             | 日本             | 日本             | J3               | 18               | 2                | -                | -                | 3                | 0                | 21               | 2                |
| 通算             | 日本             | 日本             | JFL              | 44               | 0                | -                | -                | 1                | 0                | 45               | 0                |
| 通算             | 日本             | 日本             | 関東1部          | 16               | 2                | -                | -                | -                | -                | 16               | 2                |
| 総通算           | 総通算           | 総通算           | 総通算           | 422              | 26               | 0                | 0                | 14               | 1                | 436              | 27               |

その他の公式戦
- 2015年
  - J2・J3入れ替え戦 2試合0得点
- 2021年
  - JFL・地域リーグ入れ替え戦 1試合0得点

### 出場歴
- 2007年11月18日：Jリーグ初出場 - J1第32節 vsガンバ大阪 (味の素)
- 2009年04月04日：J2初得点 - J2第6節 vsザスパ草津 (正田スタ)
- 2011年11月06日：J2・100試合出場 - J2第34節 vs水戸ホーリーホック (Ksスタ)
- 2016年6月012日：J2・200試合出場[46] - J2第18節 vs水戸ホーリーホック (Ksスタ)

## タイトル
- ナイキプレミアカップジャパン (2002年[1])
- クラブユース選手権U-15 (2003年[1])
- モンテギュー国際大会 (2004年)
- 北海道国際ユースサッカー大会 (2004年)

個人
- クラブユース選手権U-15 最優秀選手 (2003年[1])

## 代表歴
- 2003年 U-15日本代表[3]
- 2004年 U-16日本代表[3] - モンテギュー国際大会、北海道国際ユースサッカー大会、AFC U-17選手権2004
- 2005年 U-17日本代表[3] - サニックス杯国際ユースサッカー大会
- 2006年 U-18日本代表[3] - 仙台カップ国際ユースサッカー大会
- 2007年 U-20日本代表候補[3]